# Асока Тано
Асока Тано (англ. Ahsoka Tano) — вигадана героїня всесвіту «Зоряних війн». Уперше була представлена як джедайка-падаванка Енакіна Скайвокера в мультфільмі 2008 року «Зоряні війни. Війни клонів» та була протагоністом в однойменному серіалі. Також Енакін прозвав її Шпилькою (англ. Snips). Асока Тано знову з'явилась у мультсеріалі «Зоряні Війни: Повстанці», де стала одним із засновників Альянсу повстанців, і де вона використовує кодове ім'я Фалкрам (англ. Fulcrum). Мала камео в голосах джедаїв минулого у фільмі «Зоряні війни: Скайвокер. Сходження». Ешлі Екштейн озвучувала Асоку в попередніх зазначених проєктах. Асока також є головним героєм однойменного роману «Зоряні війни: Асока», у якому Екштейн розповідає про версію авдіокниги. Асока Тано з'явилась у другому сезоні «Мандалорця» у виконанні Розаріо Довсон.
Незважаючи на те, що спочатку Асока не подобалася як фанатам, так і критикам, Асока з часом перетворилась на більш складну, добре продуману героїню, і, зрештою, стала фавориткою фанатів. Слугуючи підтримкою для Енакіна Скайвокера, вона була виділена як найкращий жіночий персонаж усієї франшизи.

## Створення та розвиток

### Концепт
Асока була розроблена, щоб проілюструвати, як Енакін Скайвокер розвивається від нахабного, недисциплінованого учня падавана у «Зоряних війнах: Епізод II — Атака клонів» (2002) до більш стриманого лицаря-джедая в «Епізоді III — Помста ситхів» (2005). Творець «Зоряних воєн» Джордж Лукас, у якого було дві доньки, також хотів, щоб персонаж сподобався дівчатам. На початку розвитку Асоку звали Ашла. Лукас перейменував її на честь давньоіндійського імператора Ашоки; ортографію тоді змінив сценарист Генрі Гілрой.
Проєкт «Війни клонів», яким керував режисер і письменник Дейв Філоні, написав байку про раннє дитинство Асоки, щоб допомогти розвинути її характер.
Надання Енакіну відповідальності за падаванку повинно було поставити персонажа в роль, яка змусила його стати більш обережним і відповідальним. Це також дасть йому уявлення про свої стосунки зі своїм власним учителем, Обі-Ваном Кенобі, та покаже, як визрівали їхні стосунки. Стосунки Асоки та Енакіна розглядалися як істотна історія, що охоплює як анімаційний фільм, так і телевізійний серіал «Війни клонів».

### Написання
Спочатку Філоні боровся з написанням Асоки, бо мав «нульове уявлення» про те, як це бути 14-річною дівчинкою. Тому він переніс фокус і замість цього написав Асоку насамперед як джедая, який просто є підлітком. Філоні сказав, що «завжди мав на увазі історію» для загального розвитку Асоки. Він почав думати про остаточне протистояння між Асокою та Вейдером відтоді, як створив Асоку; різні ітерації мали різні закінчення, у тому числі те, в якому Вейдер убиває Асоку, як тільки вона розкриває його шолом, щоб виявити обличчя Енакіна, яке було покалічене.
Ешлі Екштейн, яка в першу чергу озвучувала Асоку, сказала, що вона та письменники знали, що спочатку глядачі вважали, що персонаж дратує, і що між Асокою нахабною та привабливою є «тонка межа». Оскільки виробництво було на рік випереджаючим того, що транслювалося, з тим, що Асока розвивався за цей час, Екштейн благала шанувальників бути терплячими до зростання персонажа.
Хоча Асока залишає Орден джедаїв наприкінці п'ятого сезону «Війни клонів», спочатку планувалось повернути її до Ордену. Філоні сказав, що це буде «нормальна» арка, і запропонував Лукасу, що вона замість цього залишиться виключеною; Лукас погодився. Лукас вважав, що Асока пережила Наказ 66[що це?] командування, яке призвело армію-клон республіки до вбивства джедаїв.
Персонаж Фалкрам, представлена в кінці першого сезону «Зоряні війни: Повстанці». Філоні, який працював виконавчим продюсером і співавтором «Повстанців», працював з Лукасом над визначенням того, що Асока знала б про долю Енакіна. Філоні також співпрацював з виконавчим продюсером Саймоном Кінбергом і виконавчим продюсером першого сезону Грегом Вайсманом над розвитком ролі Асоки як агента повстанців.
Філоні вимагав, щоб Асока грала роль у служіння головним героям повстанців, Езрі та Кенану; він побачив, що нова роль Асоки схожа на роль Обі-Вана Кенобі у «Зоряних війнах». Незважаючи на те, що Асока є більш зрілою у «Повстанцях», Філоні хотів, щоб «аспекти цієї дитини, яка була там, просвічували». Спочатку він уявляв Асоку більш «пасивним гравцем», який не бере участі в бою, але згодом вирішив, що доцільніше бачити в Асоці воїна в неспокійний час. Присутність Асоки була необхідною для того, щоб Дарт Вейдер зустрівся з головними героями шоу без їхнього ж убивства; Асока може «стояти пальцем до ноги» з Вейдером.
Філоні називає захоплення шанувальників персонажем однією з причин видатності Асоки у «Війнах клонів» та «Повстанцях».

### Озвучка
Екштейн сказала, що Філоні хотів, щоб вона внесла якусь власну особистість у характер Асоки; він сказав їй, що її дії та виступ між прослуховуваннями мали більший вплив на отримання ролі, ніж фактичне прослуховування. Як тільки почалося виробництво фільму «Війни клонів», Екштейн та письменникам знадобилося близько пів року, щоб зрозуміти Асоку; отже, значна частина діалогу протягом першої половини сезону була перезаписана, щоб краще зобразити персонажа. Екштейн також підкреслює роль обрання актора Метта Лантера на роль Енакіна, що відбулося в середині першого сезону, як сприяння зміцненню характеру Асоки.
Екштейн відтворила роль Асоки для «Повстанців», хоча вона виконала не всю голосову роботу Фулкрума. Вона дізналася про повернення Асоки приблизно за рік до виходу в етер першого сезону і сказала, що важко тримати це в таємниці. Екштейн сказала, що Асока розвинула тиху впевненість і тиху силу, якою не володіє молодший персонаж, але іноді вона грала Асоку занадто серйозно; вона зазначила, що «примхливість» і рішучість все ще є частиною особистості Асоки. Екштейн трохи знизила свій голос, але, оскільки вони з Асокою тепер були набагато ближчими за віком, загалом говорили як вона сама.
Невідомість Асоки між «Війнами клонів» та «Повстанцями» часом представляло проблеми для ролі Екштейн. Філоні уникає надання акторам деталей сюжету, які можуть неадекватно вплинути на їхню роль; наприклад, він не сказав Екштейн, чи вижила Асока в поєдинку з Дартом Вейдером, щоб Екштайн не передавала у виконанні ролі щось таке, чого персонаж не міг знати.

### Дебют
Дизайн Асоки створювався за три роки до її появи в мультфільмі «Зоряні війни: Війни клонів». Її поява була натхненна Сан в принцесі Мононок.
Асока часто використовує зворотну рукоятку[що це?] світлового меча, подібно до персонажа японського фільму «Дзатоіті» 2003 року. Разом із зміною костюмів у третьому сезоні Асока отримала другий світловий меч.
Асока отримала третю та четверту зміни вбрання з виходом 7 сезону «Зоряні війни. Війни клонів» на Disney +. Її перший наряд — це наряд механіка, який вона носить по всій сюжетній арці сестер Мартес. Її четвертий наряд виявляється під час облоги Мандалора, коли вона возз'єднується з Енакіном та Обі Ваном.
Броня Асоки в «Повстанцях» базується на «псевдосамурайському погляді», на який впливають фотографії жінок-самураїв. Броня має виглядати так, ніби вона знайшла її в старовинному храмі джедаїв, а безбарвні клинки її світлових мечів свідчать про те, що вона не є ні джедаєм, ні ситхом. Філоні сказав, що білі світлові мечі виглядають набагато краще, ніж він передбачав. Її мітки на обличчі були змінені, щоб показати, що вона постаршала. Це було «новим ґрунтом» для продюсерської команди змінити стиль анімації Асоки, щоб відобразити її старший вік.

## Зображення

### Фільми

#### Війни клонів (2008)
Вперше Асока з'являється у мультфільмі «Зоряні війни. Війни клонів» 15 серпня 2008 року (до серіалу «Війни клонів», який дебютував у жовтні 2008 року) як 14-річна падаванка, тобто учениця, недавно призначена Енакіну Скайвокеру. Йода призначає її Енакіну, щоб навчити його більшому почуттю відповідальности, і Енакін спочатку розчарований цим рішенням. Їхня рання взаємодія є «жартівливо суперечливою», коли Енакін називає її «Шпилькою» за її «хитке» ставлення, а Асока називає його «Скайґай» як каламбур щодо прізвища Скайвокер. Заслуживши повагу Енакіна під час небезпечної місії, Асока приєднується до нього в пошуках порятунку немовляти сина Джабби Гатта. Її бурхлива натура одночасно дратує і подобається її господарю, і до кінця мультфільму Енакін виявляє любов до своєї падаванки.

#### Скайвокер. Сходження (2019)
Асока Тано має вокальне камео у фільмі «Зоряні війни: Скайвокер. Сходження» як один із голосів користувачів Сили, який допомагає учениці сина її давнього вчителя, Рей у битві проти Дарта Сідіуса.

### Серіали

#### Війни клонів (2008—2014, 2020)
Асока — головний герой у шести із семи етерних сезонів «Зоряні війни: Війни клонів». Вона падаванка-командир 501-го легіону Великої армії республіки і продовжує вивчати шляхи джедаїв як учениця Енакіна. У них виникає взаємна прихильність, часом піддаючись великим ризикам, щоб захистити або врятувати одне одного. Деякі дії Енакіна, здійснені з побоювання за Асоку, викривають його темні тенденції, такі як катування в'язнів, які можуть знати місце її перебування, коли вона зникне безвісти. Асока також знаходить наставництво у капітана Рекса, солдата-клона, з яким вона та Енакін служать протягом усієї війни. Під час останньої сюжетної лінії п'ятого сезону Асоку оформляють і саджають у в'язницю за смертельний вибух та подальше вбивство. Хоча врешті-решт звільнена, вона розчаровується в Раді джедаїв і залишає Орден джедаїв у фіналі сезону.
Філоні сказав, що в початковій фінальній концепції «Війн клонів» Рекс мав би порятунок 66[що це?], а його присутність і Асока в інших місцях пояснили б відсутність обох персонажів у «Помсті ситхів». Асока повертається у сьомому та останньому сезоні «Війн клонів», який вийшов в етері у 2020 році на Disney +. Вона є центром уваги двох з трьох сюжетних арок, представлених у сезоні. Друга, що відбувається під час подій «Помсти ситхів», показує, як вона ненадовго возз'єдналася з Енакіном і виступала в ролі радника Рекса (підвищений до командира) у 332-й роті (відокремленій від 501-го легіону) під час облоги Мандалора для захоплення колишнього лорда ситхів Мола. Коли вона стикається з Молом, той заявляє, що Дарт Сідіус має намір зробити Енакіна своїм новим учнем і пропонує об'єднати зусилля, щоб запобігти цьому, але вона не вірить йому і бореться з ним. Асока перемагає і захоплює Дарта Мола, але, коли вона готується взяти його на Корусант, видається Наказ 66, в результаті чого солдати-клони Асоки, включаючи Рекса, обертаються на неї. Вона втікає і встигає вилучити чіп Рекса, що контролює його мозок, одночасно звільняючи Мола, щоб створити відволікання. Коли «Зоряний руйнівник» зазнає катастрофи на маленькому Місяці, Асока і Рекс виживають і ховають усіх загиблих солдатів-клонів, разом із новим світловим мечем, перед розставанням. У заключній сцені серії Енакін Скайвокер уже як Дарт Вейдер веде пошуки на планеті, обшукуючи залишки корабля. Він помічає клинок Асоки на землі, піднімає його й активує. Потім Вейдер йде, припускаючи, що його колишня падаванка загинула.
Серіал також показав, що майстер джедаїв Пло Кун виявив Асоку ще в дитинстві; Повідомлялося, що для вивчення цієї попередньої історії були заплановані повні епізоди, але вони були скасовані після скасування серіалу в 2013 році.

#### Повстанці (2014—2018)
Асока є таємним агентом повстанців у першому сезоні «Зоряні війни: Повстанці», який проходить через 14 років після завершення «Війн клонів». Працюючи під кодовою назвою «Точка опору», вона забезпечує екіпаж повстанців «Привид» розвідкою та приладдям. Поки її особа не буде розкрита у фіналі сезону, вона маскує свою зовнішність, використовуючи змінений голос і виглядаючи як голограма з капюшоном.
У другому сезоні вона продовжує допомагати керівництву групи повстанських сил і працюючи з екіпажем «Привида». Припустивши, що Енакін загинув, як і більшість інших джедаїв наприкінці Війн клонів, вона шокована, впізнавши свого наставника під «шаром ненависті» у Дарта Вейдера. Пізніше в сезоні видіння Енакіна звинувачує її в тому, що вона залишила його і дозволила йому впасти на темну сторону. У фіналі сезону Асока має поєдинок з Дартом Вейдером у храмі ситхів на Малахор-V, дозволяючи своїм друзям із «Привида» врятуватися від Вейдера. На завершення епізоду Дарт Вейдер показаний пораненим і виходить з храму, за яким спостерігає зелено-біла сова. Сова, раніше супутниця Асоки у шоу та аватара Дочки Мортіса, потім летить назад у храм, щоб побачити, як Асока, здавалося, заглиблюється всередину його стін. Філоні сказав, що доля Асоки неоднозначна і «трохи відкрита», хоча Екштейн вважала, що персонаж все ще живий.
В епізоді четвертого сезону «Світ між світами» остаточно розкривається доля Асоки. Езра Бріджер, опинившись у царині «між світами і часом» в храмі джедаїв на Лоталі під керівництвом конвоя Асоки Морай, витягує її з моменту, поки Вейдер міг завдати смертельного удару, і, таким чином, змінює її долю. Асока отримує інформацію про те, що сталося з екіпажем «Привида», переконуючи Езру не перешкоджати долі Кенана, оскільки він ризикує втратити власне життя. Потім з'являється Палпатін і намагається захопити їх обох. Асока допомагає Езрі врятуватися, повертаючись (разом з Мораєм) до своєї часової шкали через хвилини після того, як храм ситхів зруйнувався, обіцяючи знову знайти Езру та екіпаж. Асока знову з'являється в епілозі фіналу серіалу «Возз'єднання сім'ї та прощання», повертаючись до Лотала після подій битви при Ендорі, щоб приєднатися до Сабін Рен у пошуках Езри, який зник під час звільнення Лотала.

### Disney+

##### Мандалорець (2020)
Розаріо Довсон висловила зацікавленість у тому, щоб зіграти Асоку Тано, на початку 2017 року за певної підтримки фанів. У березні 2020 року стало відомо, що Довсон з'явиться в ролі Асоки у другому сезоні «Мандалорця». Наступного місяця Довсон заявила, що кастинг ще не підтверджений. У жовтні німецький акаунт Disney + в Instagram опублікував історію, назвавши Довсон як частину акторського складу майбутнього сезону. Асока вперше з'явилась у п'ятій серії сезону, яка вийшла на Disney+ 27 листопада 2020 року.
Вона з'являється в п'ятій серії другого сезону, де за допомогою головного героя звільняє місто Калодан на планеті Корвус від окупації імперії. Спілкуючись з Дитям, вона дізнається, що його звуть Ґроґу, і він — юний учень із Храму джедаїв на Корусанті, який зник після подій Наказу 66. Відчуваючи страх в Ґроґу і глибокий зв'язок з Мандалорцем, вона відмовляється вчити його, побоюючись, що він може піти тим самим шляхом, що і її колишній учитель Енакін Скайвокер, але доручає мандалорцю відвести Ґроґу в Храм джедаїв на Тайтоні, де він, нарешті, вибере свій шлях. Асока продовжує своє полювання на гранд-адмірала Трауна, який, як вона вважає, усе ще живий.

##### Книга Боби Фета (2022)
Під час відвідування академії джедаїв Люка Скайвокера, де Ґроґу розпочав навчання шляху джедая, вона возз'єднується з мандалорцем, який прийшов відвідати Ґроґу і передати йому подарунок: кольчугу з бескара, виковану Зброяркою. Асока радить мандалорцю не бачитися з Ґроґу, оскільки це заважатиме його навчанню через суворі правила джедаїв щодо особистих прихильностей. Мандалорець неохоче слідує пораді Асоки, оскільки вона пропонує доставити подарунок замість нього. Після того як мандалорець пішов, Асока віддає кольчугу Люку, який каже, що не впевнений, чи повністю відданий Ґроґу шляху джедаїв, і що він не впевнений, як впоратися з цим фактом. Асока розповідає Люку, що ця риса нагадує його батька під час її учнівства у нього, і радить слідувати його інстинктам у цьому питанні, перш ніж залишити планету.

#### Асока
У грудні 2020 року Lucasfilm оголосили, що Асока отримає власний серіал на Disney + під простою назвою «Асока». Розроблений Джоном Фавро та Дейвом Філоні, серіал буде пов'язаний із «Мандалорцем» та «Рейнджерами Нової Республіки» завдяки взаємопов'язаним історіям, що завершуються «кульмінаційною сюжетною подією». Довсон повторить свою роль Асоки Тано. Прем'єра першого сезону нового серуалу відбулася 22 серпня — 3 жовтня 2023 року.

### Інше
Філоні заявив, що не хоче, щоб про Асоку думали як про анімаційного персонажа, а скоріше про персонажа «Зоряних війн», який може існувати «у всіх медіаформах». Асока з'являється в серії «Зоряні війни: Сили долі», у коміксі «Зворушлива пітьма» та як колекційний персонаж у відеоігри «Disney Infinity 3.0». На «Зоряних війнах» у Європі-2016 Філоні, Екштейн та учасник групи «Lucasfilm Story» Пабло Ідальго провели панель про «Нерозказані казки» Асоки, які відбуваються між «Війнами клонів» та «Повстанцями».

#### Асока (2016)
«Зоряні війни: Асока» — це роман Е. К. Джонстона для молодих людей, опублікований у жовтні 2016 року. Він розміщений між подіями «Війн клонів» та «Повстанцями» і містить кілька посилань на «Нерозказані казки» Асоки. Філоні брав активну участь у розробці роману, а обкладинка Джейсона П. Войтовича базується на ескізі, створеному Філоні кількома роками раніше. Екштейн озвучує версію авдіокниги.
Через рік після подій «Помсти ситхів» Асока отримує роботу механіка та пілота-вантажника у потужному клані Фарді на планеті Табеска. Однак вона вимушена ховатися, приховуючи володіння Силою, намагаючись врятувати життя чотирирічної Хедали Фарді, наймолодшої дочки Фарді. Асока оселяється на аграрному місяці Раада, де вона знаходить роботу механіком і дружить з кількома місцевими фермерами, включаючи сестер-підлітків Каеден та Міару Ларте та їхнього опікуна Вартана. Згодом Галактична імперія встановлює свою присутність на Рааді і змушує фермерів висаджувати нові культури, які вимивають ґрунти місяця. Асока стає лідером руху опору. Однак заплановане повстання провалюється, і Асока застосовує свою Силу під час сутички з імперськими військами. У відповідь Імперія відправляє інквізитора-мисливця на джедаїв, відомого як Шостий Брат, для полювання на Асоку.
Привернувши увагу Імперії, Асока змушена залишити Рааду. Альдераанський сенатор Бейл Органа цікавиться імперськими звітами про Асоку і вирішує її знайти. Повернувшись до Фардіса, Асока відновлюється на роботі пілотом та механіком. Вона дізнається, що «Тінь» (яка виявляється шостим братом) переслідує чутливу до сили Хедалу. Коли Імперія посилює владу над Табескою, патріарх Фарді радить Асоці піти. Корабель Асоки захоплений двома пілотами на службі в Органі. Асока обманює пілотів. Вона стикається з R2-D2 і переконує його переправити її на борт корвета Органи. Асока укладає союз з Органою в обмін на його допомогу в захисті дітей, чутливих до Сили, від Імперії. Повернувшись до Раади, вона знаходить Міару і дізнається, що Шостий Брат захопив її старшу сестру Каеден. Після поєдинку зі світловим мечем Асока перемагає і вбиває Шостого Брата, і бере свої кристали, щоб викувати свої два нові меча. Після звільнення Каедена Асока організовує евакуацію населення Раади за допомогою Органи. Потім Асока вирішує приєднатися до повстання Органи, поки сестри Ларте та інші біженці оселяються на Альдераані. Тим часом Імперія відправляє Великого Інквізитора, багаторічного антагоніста повстанців «Зоряних воєн», щоб вполювати Асоку.

## Сприйняття
Після її появлення деякі критики назвали Асоку «надокучливою» і передбачили, що персонаж помре до закінчення серії «Війни клонів», оскільки вона не з'являється в «Помсті ситхів». «Лос-Анджелес Таймс» назвало Асоку «ретельно розрахованим, щоб бути милим» персонажем у фільмі «Війни клонів». Wired розкритикував «напівголу» появу Асоки у перших двох сезонах «Війн клонів», назвавши її зміну костюма третього сезону «більш доречною». «Бластр» сказав, що початкова незрілість Асоки дає персонажу можливість рости, кажучи, що вона стає «всебічним і складним персонажем у всіх сенсах». Молодість Асоки допомогла їй стати персонажем для молодших глядачів. io9 назвав сюжетну лінію розвитку Асоки одним із найкращих аспектів «Війн клонів», висвітливши роль персонажа у дослідженні нюансів війни та недоліків Ордена джедаїв. За даними Tech Times, дозрівання і розвиток Асоки відображають показ шоу, і продюсери обрали розумну стратегію, зробивши Асоку «точкою входу» глядачів у «Війни клонів». Кріс Тейлор назвав рішення Асоки залишити Орден джедаїв «найбільш шокуючим круторухом». Ешлі Екштейн була номінована на нагороди «Найкращий жіночий головний вокальний спектакль у телевізійному серіалі — бойовик / драма» у 2012 і 2013 роках від «За голосом».
Мері Сью заявила, що стосунки Асоки з Енакіном є критично важливими для розуміння його розвитку між «Атакою клонів» і «Помстою ситхів», і публікація назвала Асоку важливою для зростання Енакіна. «Бластр» прокоментував, що взаємодія Енакіна з Асокою допомагає показати, що він є потужним джедаєм і героєм війни. «Бластр» також висунув гіпотезу, що почуття невдачі Енакіна, коли Асока залишає джедаїв, сприяє його падінню на темну сторону; io9 стверджував, що Енакін міг би досягти успіху в реформуванні джедаїв, якби Асока залишився з ним. io9 сказав, що Асока більше, ніж Енакін, формулює моральні настанови у «Війнах клонів».
«Бластр» визначив Асоку одним із найважливіших персонажів «Зоряних війн», особливо для молодих дівчат, які до цього моменту не бачили потужних джедайок, зображених на екрані. Еріка Тревіс з Каліфорнійського баптистського університету сказала, що Асока «співчутлива і жіночна, без явної сексуалізації». Мара Вуд назвала Асоку феміністичною іконою, додавши, що Асока є однією з кількох героїнь, які роблять «Війни клонів» перевершенням оригінальної та тривожної трилогії у зображенні сильних жінок. Вуд додав, що Асока, мабуть, демонструє найбільший ріст серед усіх жінок у каноні «Зоряних війн».